# 4603 Bertaud
4603 Bertaud este un asteroid din centura principală, descoperit pe 25 noiembrie 1986 de CERGA.